# Vetúria (tribu)
La tribu Vetúria (llatí: Veturia) va ser una de les 35 tribus de l'antiga Roma amb dret de vot a l'Assemblea Tribal Romana. Era una de les tribus rústiques. Alguns autors pensen que el seu nom podria derivar del poble gal dels voturi, un clan dels Tolistobogis. Va donar lloc a la gens Vetúria, una família romana d'origen sabí, patrícia i plebea.